# Woluwe-Saint-Pierre
Woluwe-Saint-Pierre (niderl. Sint-Pieters-Woluwe) – miasto i gmina w Belgii, jedna z 19 w dwujęzycznym Regionie Stołecznym Brukseli, w Okręgu Stołecznym Brukseli. 1 stycznia 2023 liczyła 42 497 mieszkańców.

## Historia

### Średniowiecze
Pierwsze pojawienie się nazwy Wolewe pochodzi z 1117 roku i można je znaleźć w akcie założycielskim z Forest. W tym czasie osada i jej gospodarstwa były zależne od opactwa Park w pobliżu Leuven. W połowie XVI wieku w wyniku działań wojennych prowadzonych przez Filipa II przeciwko heretyckim protestantom w wiosce panował głód i ubóstwo, które odcisnęły swoje piętno na całej populacji. Bezpieczeństwo i dobrobyt powróciły pod panowaniem arcyksiążąt Albrechta VII i Izabeli Habsburg na początku XVII wieku. Pierwsza autostrada łącząca Tervuren z Brukselą powstała właśnie w tym okresie.

### Od XVIII do XX wieku

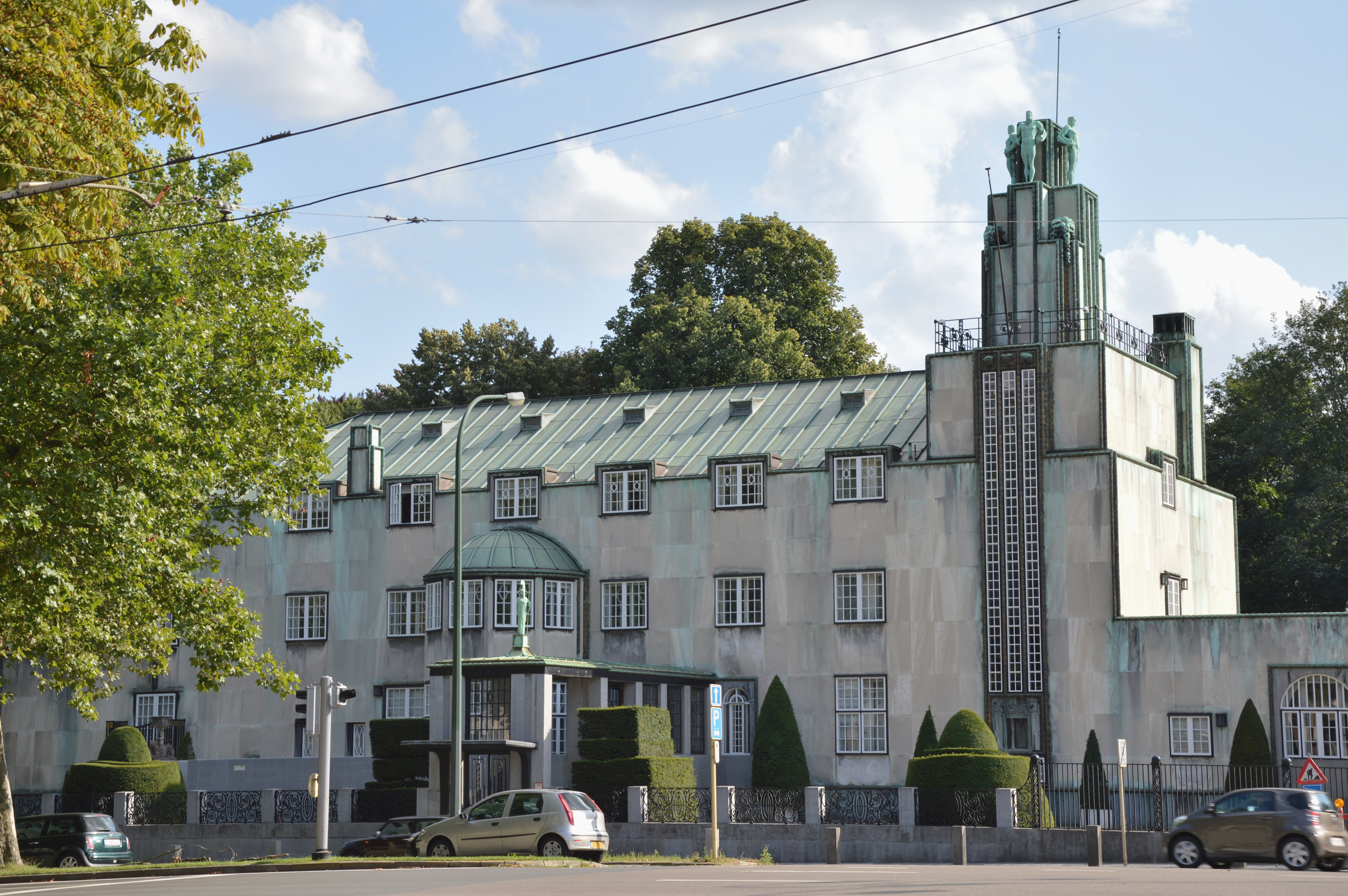
Pałac Stocleta

Czasy rewolucji francuskiej były ponownie ciężkie dla mieszkańców Woluwe-Saint-Pierre. Drogi stały się niebezpieczne, wolności religijne zostały drastycznie ograniczone, wiele dzikich zwierząt zostało wytępionych dla zaspokojenia potrzeb żywnościowych a brak węgla i drewna zmusił ludzi do korzystania z torfu do ogrzewania. W 1819 roku administracja lokalna uzyskała niepodległość od Brukseli, otrzymując pierwszego burmistrza. Możliwości handlowe, które otworzyły się dla nowej gminy zapoczątkowały nową erę dobrobytu. Nowe drogi, takie jak Avenue de Tervueren (Tervurenlaan); nowe trasy kolejowe, imponujące rezydencje, takie jak pałac Stocleta oraz Parc de Woluwe zostały zbudowane lub zaprojektowane w latach 1880-1910. Tereny mieszkaniowe powstały tuż po I wojnie światowej, a dalsza urbanizacja nastąpiła po II wojnie światowej. Obecnie rolnictwo i rybołówstwo, powszechne przed 1918 rokiem całkowicie zanikły. W okolicy dominuje niemal wyłącznie sektor usług.

## Komunikacja
Na terenie gminy swój bieg kończy linia metra nr 1 ze stacjami Stockel/Stokkel i Montgomery. Docierają tu również linie tramwajowe nr 39 i 44. Na terenie gminy jeździ autobus 36.

## Parki
- Parc de Woluwe
- Parc des Sources
- Parc Parmentier

## Współpraca
Miejscowości partnerskie:
- Chaoyang, Chiny (2003), zawieszone 30 marca 2008
- Gangnam-gu, Korea Południowa (1976)
- Goma, Demokratyczna Republika Konga
- New Iberia, Stany Zjednoczone (1979)
- Pecica, Rumunia (1989)
- Ruyumba, Rwanda (1970)